# ماريو باتشيكو
ماريو باتشيكو (بالإسبانية: Mario Pacheco)‏ هو منتج أسطوانات وملحن ومصور سينمائي ومصور إسباني، ولد في 6 نوفمبر 1950 في مدريد في إسبانيا، وتوفي في 26 نوفمبر 2010 بسبب سرطان.

## روابط خارجية
- ماريو باتشيكو على موقع IMDb (الإنجليزية)
- ماريو باتشيكو على موقع ميوزك برينز (الإنجليزية)
- ماريو باتشيكو على موقع ديسكوغز (الإنجليزية)